# 蓬莱韦克
蓬莱韦克（法語：Pont-l'Évêque，法語發音：[pɔ̃ levɛk] ⓘ），法国西北部城市，诺曼底大区卡尔瓦多斯省的一个市镇，隶属于利雪区，其市镇面积为12.98平方公里，2022年1月1日时人口数量为5,116人，在法国城市中排名第2,378位。
蓬莱韦克位于卡尔瓦多斯省东北部，图克河畔，利雪－多维尔铁路、A13、A132高速公路和多条省道在此交汇，是一个区域性的中心城市和交通枢纽。蓬莱韦克因同名奶酪而闻名。

## 地名来源
蓬莱韦克最初于公元12世纪以拉丁语“Pons Episcopi”的形式被记载，该名称与利雪主教在此修建的桥梁有关。

## 历史

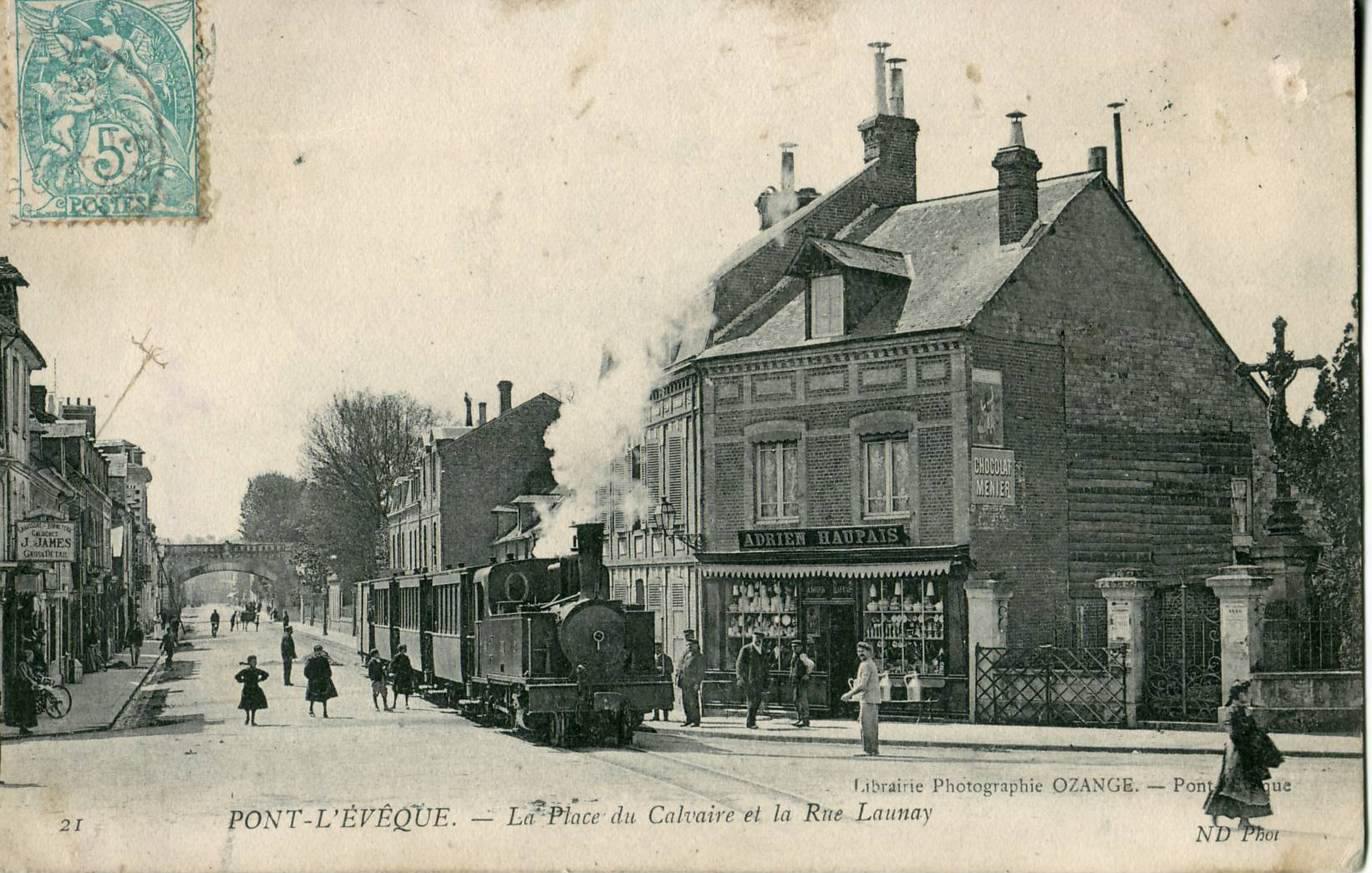
20世纪初的蓬莱韦克街头

蓬莱韦克的早期建城史尚不清楚，公元12世纪时，该地首次被提及，彼时，利雪主教在此修建了一处横跨图克河的桥梁，蓬莱韦克成为了一个商业渡口，并逐渐发展成为一个区域性的商贸集镇。中世纪末期，蓬莱韦克因奶制品交易而闻名，蓬莱韦克奶酪是当地的代表性商品。法国大革命后，蓬莱韦克成为卡尔瓦多斯省的一个市镇。途径蓬莱韦克的铁路线及高速公路分别于1858年和1967年建成通车。
在行政区划方面，1860年，圣梅莱纳（Sainte-Mélaine）整体和卡洛讷河畔洛奈（Launay-sur-Calonne）的部分区域划入蓬莱韦克。2019年1月1日，库德赖-拉比整体并入蓬莱韦克的市镇管辖范围。

## 地理

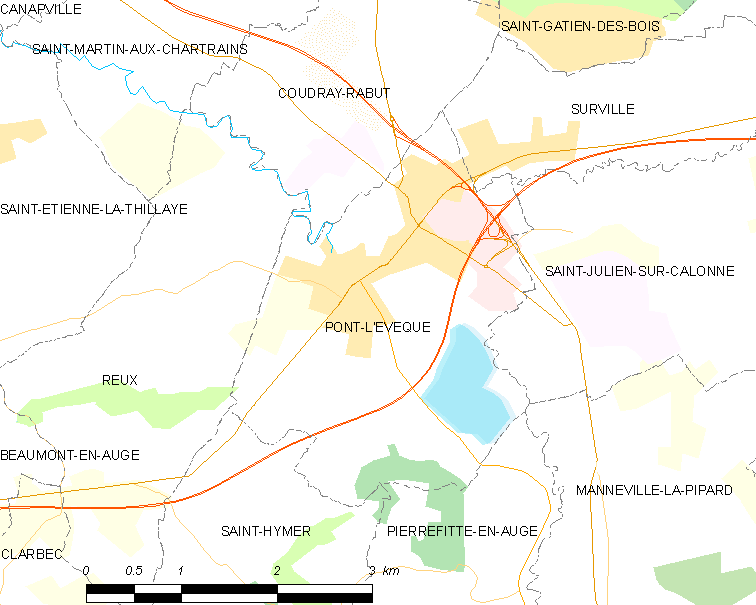
蓬莱韦克市镇范围地图

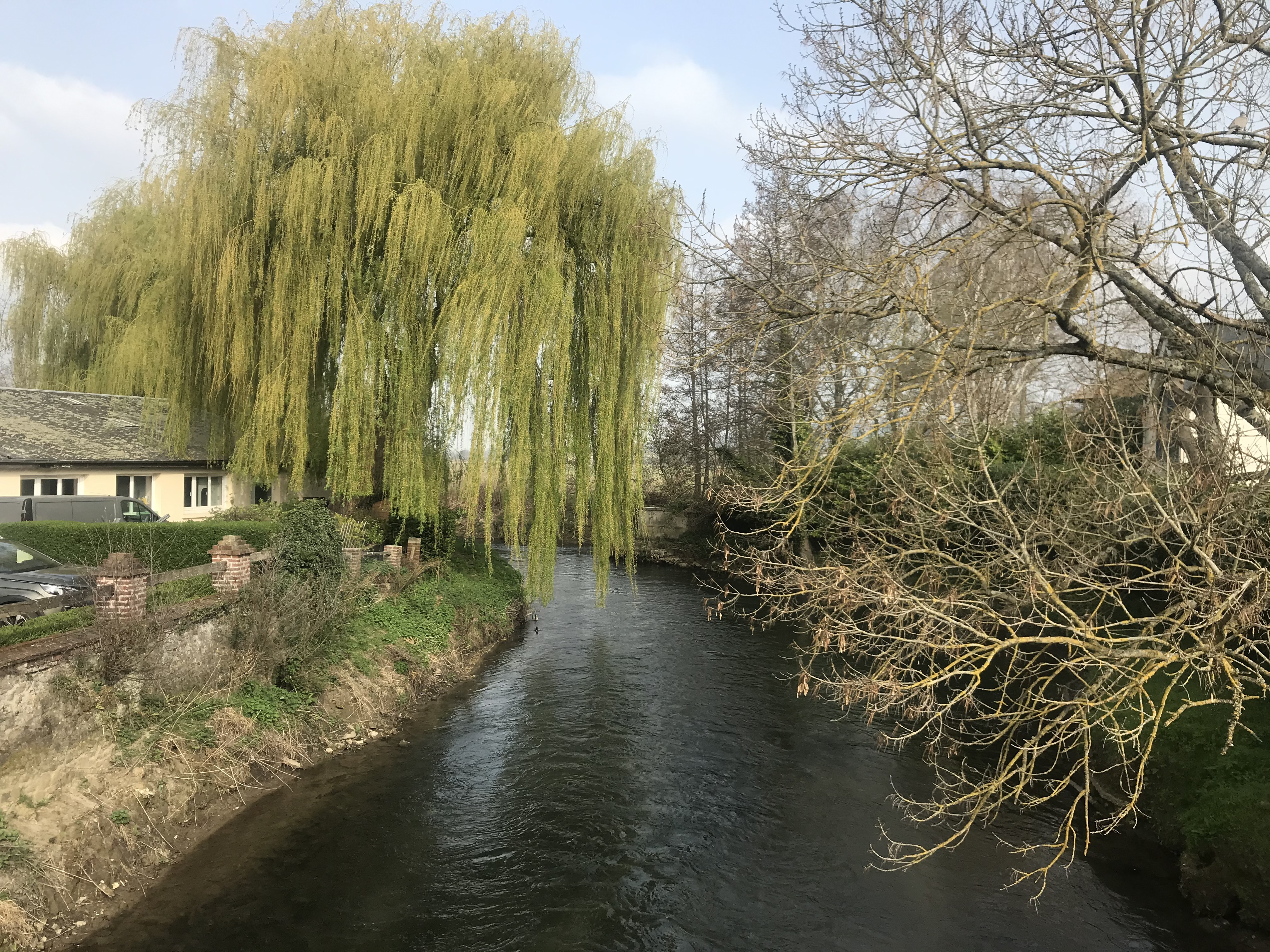
流经蓬莱韦克的图克河

蓬莱韦克位于法国西北部，诺曼底大区北部和卡尔瓦多斯省东北部，距离省会卡昂大约50公里。与蓬莱韦克接壤的市镇包括：圣马丹欧沙尔特兰、欧日地区图维尔、圣加蒂安德布瓦、叙尔维尔、勒镇、圣伊梅尔、卡洛讷河畔圣朱利安、欧日地区皮埃尔菲特和马讷维尔拉皮帕尔。

### 地形
蓬莱韦克位于诺曼底丘陵北部腹地，该区域被称为“欧日地区”。蓬莱韦克境内以浅丘为主，市镇中心地势较为平坦，全境海拔在7到118米之间。

### 水文
图克河干流自南向北流经蓬莱韦克境内，该河独立入海。蓬莱韦克的核心区域位于该河的一处河心岛上，其两侧的水道为人工改造而成。
蓬莱韦克市区东南部有一处面积达56公顷的湖泊，其附近开辟有休闲运动公园。

### 植被
蓬莱韦克属于温带阔叶混交林区，林地多分布于河流及水域附近。
在鲜花城市的评比中，蓬莱韦克被评为4星级（最高级）鲜花城市。

### 气候
蓬莱韦克在柯本气候分类法中属于温带海洋性气候。
距离蓬莱韦克最近的常年气象站位于欧日地区博蒙境内，以下为该气象站的数据（其中日照数据取自勒阿弗尔）：
| 欧日地区博蒙1981年－2019年 | 欧日地区博蒙1981年－2019年 | 欧日地区博蒙1981年－2019年 | 欧日地区博蒙1981年－2019年 | 欧日地区博蒙1981年－2019年 | 欧日地区博蒙1981年－2019年 | 欧日地区博蒙1981年－2019年 | 欧日地区博蒙1981年－2019年 | 欧日地区博蒙1981年－2019年 | 欧日地区博蒙1981年－2019年 | 欧日地区博蒙1981年－2019年 | 欧日地区博蒙1981年－2019年 | 欧日地区博蒙1981年－2019年 | 欧日地区博蒙1981年－2019年 |
| 月份                       | 1月                        | 2月                        | 3月                        | 4月                        | 5月                        | 6月                        | 7月                        | 8月                        | 9月                        | 10月                       | 11月                       | 12月                       | 全年                       |
| -------------------------- | -------------------------- | -------------------------- | -------------------------- | -------------------------- | -------------------------- | -------------------------- | -------------------------- | -------------------------- | -------------------------- | -------------------------- | -------------------------- | -------------------------- | -------------------------- |
| 历史最高温 °C（°F）        | 14.7 (58.5)                | 18.8 (65.8)                | 21.5 (70.7)                | 26.1 (79.0)                | 29.5 (85.1)                | 32.8 (91.0)                | 35.7 (96.3)                | 38.1 (100.6)               | 31.6 (88.9)                | 28.8 (83.8)                | 18 (64)                    | 15.3 (59.5)                | 38.1 (100.6)               |
| 平均高温 °C（°F）          | 7.2 (45.0)                 | 8.3 (46.9)                 | 11 (52)                    | 14 (57)                    | 17.5 (63.5)                | 20.4 (68.7)                | 22 (72)                    | 22.4 (72.3)                | 20 (68)                    | 15.6 (60.1)                | 10.8 (51.4)                | 7.4 (45.3)                 | 14.7 (58.5)                |
| 日均气温 °C（°F）          | 4.7 (40.5)                 | 5.4 (41.7)                 | 7.5 (45.5)                 | 9.8 (49.6)                 | 13 (55)                    | 15.7 (60.3)                | 17.4 (63.3)                | 17.7 (63.9)                | 15.5 (59.9)                | 12.1 (53.8)                | 8 (46)                     | 4.9 (40.8)                 | 11 (52)                    |
| 平均低温 °C（°F）          | 2.2 (36.0)                 | 2.4 (36.3)                 | 3.9 (39.0)                 | 5.5 (41.9)                 | 8.6 (47.5)                 | 11 (52)                    | 12.8 (55.0)                | 13.1 (55.6)                | 11.1 (52.0)                | 8.7 (47.7)                 | 5.2 (41.4)                 | 2.3 (36.1)                 | 7.2 (45.0)                 |
| 历史最低温 °C（°F）        | −9 (16)                    | −11.8 (10.8)               | −7 (19)                    | −2.1 (28.2)                | 0.4 (32.7)                 | 4.5 (40.1)                 | 6.7 (44.1)                 | 6.6 (43.9)                 | 4.2 (39.6)                 | −3 (27)                    | −5.9 (21.4)                | −8.6 (16.5)                | −11.8 (10.8)               |
| 平均降水量 mm（）          | 80.5 (3.17)                | 63.9 (2.52)                | 78 (3.1)                   | 63.4 (2.50)                | 71.4 (2.81)                | 69.3 (2.73)                | 70.5 (2.78)                | 78.9 (3.11)                | 80.2 (3.16)                | 96.1 (3.78)                | 102.3 (4.03)               | 107.5 (4.23)               | 962 (37.9)                 |
| 月均日照時數               | 59                         | 74                         | 117                        | 158                        | 183                        | 202                        | 199                        | 192                        | 156                        | 108                        | 60                         | 49                         | 1,557                      |
| 来源：infoclimat.fr        |                            |                            |                            |                            |                            |                            |                            |                            |                            |                            |                            |                            |                            |

## 行政区划
蓬莱韦克是法国诺曼底大区卡尔瓦多斯省的一个市镇，编号为14514。蓬莱韦克隶属于利雪区和卡尔瓦多斯省第四选区，管理蓬莱韦克县，同时也是欧日土地市镇公共社区的办公驻地。
法国国家统计与经济研究所（简称）在进行数据统计时，将蓬莱韦克及相邻的另外一个市镇（叙尔维尔）设为蓬莱韦克城市核心区，但未将蓬莱韦克划入任何城市区（Aire urbaine）内。自2020年起，蓬莱韦克被划入包含35个市镇的滨海特鲁维尔城市辐射区内。此外，还将蓬莱韦克市镇整体看作一个“块区”（IRIS），以便于统计人口分布情况。

## 交通

### 公路
A13和A132两条高速公路在蓬莱韦克境内互通，此外还有多条卡尔瓦多斯省省道在蓬莱韦克境内交汇。诺曼底大区下属的城际客运提供巴士线路，可前往卡昂、利雪、多维尔、翁弗勒尔等地。
| 鲁昂 | 83 |

| 卡昂 | 50 |

| 卡昂 | 46 |

| 卡堡 | 28 |

| 多维尔 | 13 |

| 贝尔奈 | 41 |

| 利雪 | 18 |

| 奥尔贝克 | 38 |

2018年，72.9%的蓬莱韦克家庭拥有至少一辆私人汽车。2019年，蓬莱韦克境内共发生各类交通事故5起，造成8人受伤。

### 铁路

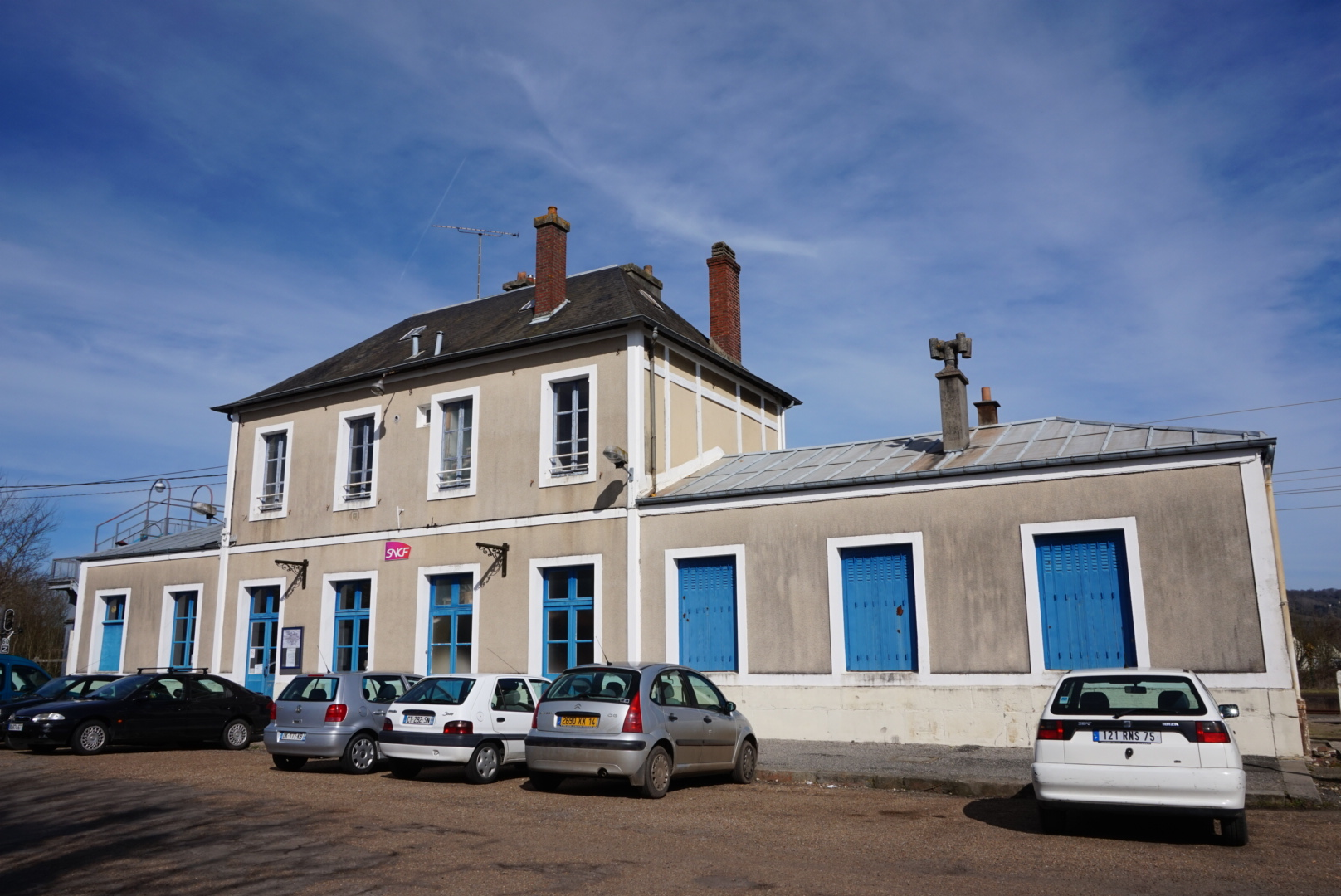
蓬莱韦克火车站

蓬莱韦克位于利雪－特鲁维尔-多维尔铁路上。蓬莱韦克站位于市区东部，停靠往返于巴黎和多维尔一线的区域列车。

### 航空
距离蓬莱韦克最近的民用航空站为勒阿弗尔机场，距离蓬莱韦克市中心的公路里程约45公里。

### 城市公共交通
截至2022年3月，蓬莱韦克暂无城市公共交通系统。

## 政治

### 市政内阁

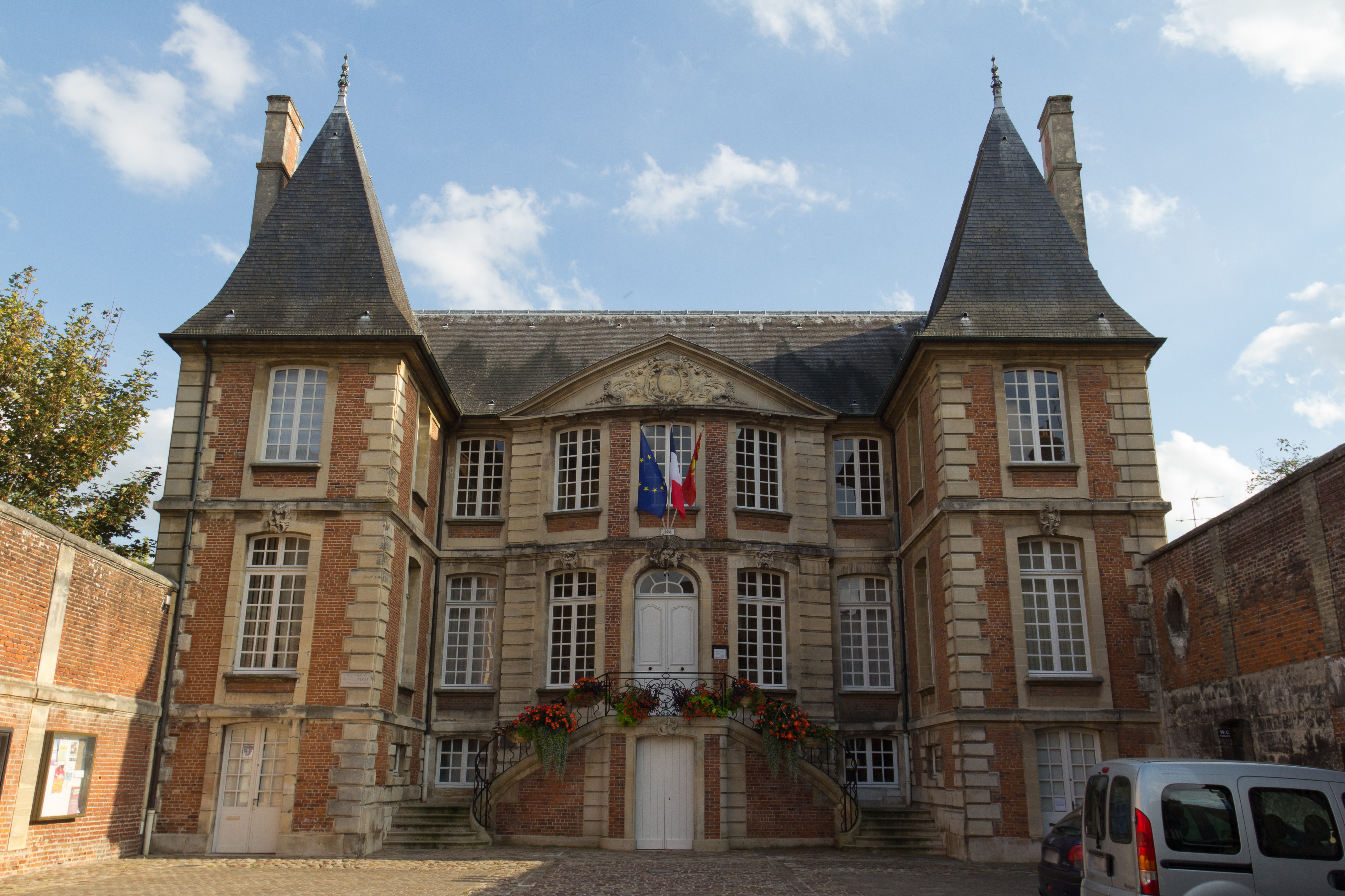
蓬莱韦克市政厅

蓬莱韦克的现任市长为伊夫·德赛先生（Yves DESHAYES），他是一名中间派，在2020年的市政选举中获得了69.26%的支持率。
| 蓬莱韦克历届市长 | 蓬莱韦克历届市长                       | 蓬莱韦克历届市长                 |
| 任期             | 市长                                   | 党派                             |
| ---------------- | -------------------------------------- | -------------------------------- |
| 1945年－1946年   | Jules LETAC 朱尔·勒塔克                | 不详                             |
| 1946年－1953年   | Borel ARCIS 博雷尔·阿尔西              | 不详                             |
| 1953年－1977年   | Jean BUREAU 让·比罗                    | 不详                             |
| 1977年－1995年   | David DE ROTHSCHILD 大卫·德·罗特席尔德 | DVD右翼无党派人士                |
| 1995年－2014年   | André DESPERROIS 安德烈·德佩鲁瓦       | DVD右翼无党派人士                |
| 2014年－         | Yves DESHAYES 伊夫·德赛                | DVD右翼无党派人士 →DVC混杂中间派 |

### 各级选举
| 蓬莱韦克历届投票选举结果 | 蓬莱韦克历届投票选举结果 | 蓬莱韦克历届投票选举结果 | 蓬莱韦克历届投票选举结果 | 蓬莱韦克历届投票选举结果    | 蓬莱韦克历届投票选举结果 | 蓬莱韦克历届投票选举结果 | 蓬莱韦克历届投票选举结果    | 蓬莱韦克历届投票选举结果 | 蓬莱韦克历届投票选举结果 |
| 选举项目                 | 选举范围                 | 选区单位                 | 选举结果                 | 选举结果                    | 选举结果                 | 选举结果                 | 选举结果                    | 选举结果                 | 参考资料                 |
| 选举项目                 | 选举范围                 | 选区单位                 | 第一轮胜出者             | 第一轮胜出者                | 支持率                   | 第二轮胜出者             | 第二轮胜出者                | 支持率                   | 参考资料                 |
| ------------------------ | ------------------------ | ------------------------ | ------------------------ | --------------------------- | ------------------------ | ------------------------ | --------------------------- | ------------------------ | ------------------------ |
| 2017年法國總統選舉       | 法國                     | 蓬莱韦克                 |                          | 玛丽娜·勒庞                 | 28.37%                   |                          | 埃马纽埃尔·马克龙           | 56.22%                   | [ 24 ]                   |
| 2017年法國總統選舉       | 法國                     | 库德赖-拉比              |                          | 弗朗索瓦·菲永               | 40.1%                    |                          | 埃马纽埃尔·马克龙           | 60.77%                   | [ 24 ]                   |
| 2017年法国立法选举       | 卡尔瓦多斯省第四选区     | 蓬莱韦克                 |                          | 克里斯托夫·布朗谢           | 39.29%                   |                          | 克里斯托夫·布朗谢           | 56.12%                   | [ 24 ]                   |
| 2017年法国立法选举       | 卡尔瓦多斯省第四选区     | 库德赖-拉比              |                          | 克里斯托夫·布朗谢           | 39.37%                   |                          | 克里斯托夫·布朗谢           | 53.33%                   | [ 24 ]                   |
| 2019年欧洲议会选举       | 法國                     | 市镇                     |                          | 若尔当·巴尔代拉             | 29.34%                   | （不适用）               | （不适用）                  | （不适用）               | [ 26 ]                   |
| 2021年法国省级选举       | 卡爾瓦多斯省             | 县                       |                          | 于贝尔·库尔索 奥德蕾·加德纳 | 60.88%                   |                          | 于贝尔·库尔索 奥德蕾·加德纳 | 77.57%                   | [ 27 ]                   |
| 2021年法国省级选举       | 卡爾瓦多斯省             | 市镇                     |                          | 于贝尔·库尔索 奥德蕾·加德纳 | 60.62%                   |                          | 于贝尔·库尔索 奥德蕾·加德纳 | 79.39%                   | [ 27 ]                   |
| 2021年法国大区选举       |                          | 市镇                     |                          | 埃尔韦·莫兰                 | 52.31%                   |                          | 埃尔韦·莫兰                 | 58.76%                   | [ 28 ]                   |
| 2022年法國總統選舉       | 法國                     | 市镇                     |                          | 埃马纽埃尔·马克龙           | 32.14%                   |                          | 埃马纽埃尔·马克龙           | 53.17%                   | [ 24 ]                   |
| 2022年法国立法选举       | 卡尔瓦多斯省第四选区     | 市镇                     |                          | 克里斯托夫·布朗谢           | 36.76%                   |                          | 克里斯托夫·布朗谢           | 61.81%                   | [ 24 ]                   |

## 人口
2019年，蓬莱韦克市镇人口数量为4,627，在法国排名第2,394位。其中男性2,079人，女性2,548人，75岁及以上人口占12.7%，外籍人口数量为35人，人口密度为573人/平方公里，当地居民被称为（男性）或（女性）。2020年，蓬莱韦克境内出生39人，死亡人口96人。
| 蓬莱韦克1901年－2019年人口变化情况                          |
|                                                             |
| 蓬莱韦克 蓬莱韦克与库德赖-拉比之和 数据来源：Cassini、INSEE |

## 经济
蓬莱韦克是一个区域性的中心城市。截止2022年3月，蓬莱韦克市镇范围内共有各类用人单位（包含自雇）932家，平均历史为17年，其中98.2%为中小型企业（PME）。（面包生产）、（汽车销售）及（保险）是当地2020年营业额最高的三个企业，分别为18,656,831欧元、13,061,297欧元和3,038,666欧元。

## 财政与居民收入
2020年，蓬莱韦克的财政收入总额为4,227,780欧元，财政支出总额为3,688,230欧元，当年的债务总额为3,273,740欧元。2021年，蓬莱韦克共获得1,105,069欧元的国家财政补助，比上一年增加了0.64%。
2019年，蓬莱韦克的人均月收入总额为1,961欧元，其中高级职员为3,403欧元，低于法国平均水平（4,230欧元）；中级职员为2,233欧元，低于法国平均水平（2,411欧元）；普通职员为1,655欧元，亦低于法国平均水平（1,740欧元）。
2018年，蓬莱韦克境内的青壮年（15至64岁）失业率为12.2%，当地43.2%的家庭拥有纳税资格，平均纳税2,414欧元，低于法国平均水平（3,910欧元）。

## 社会事务

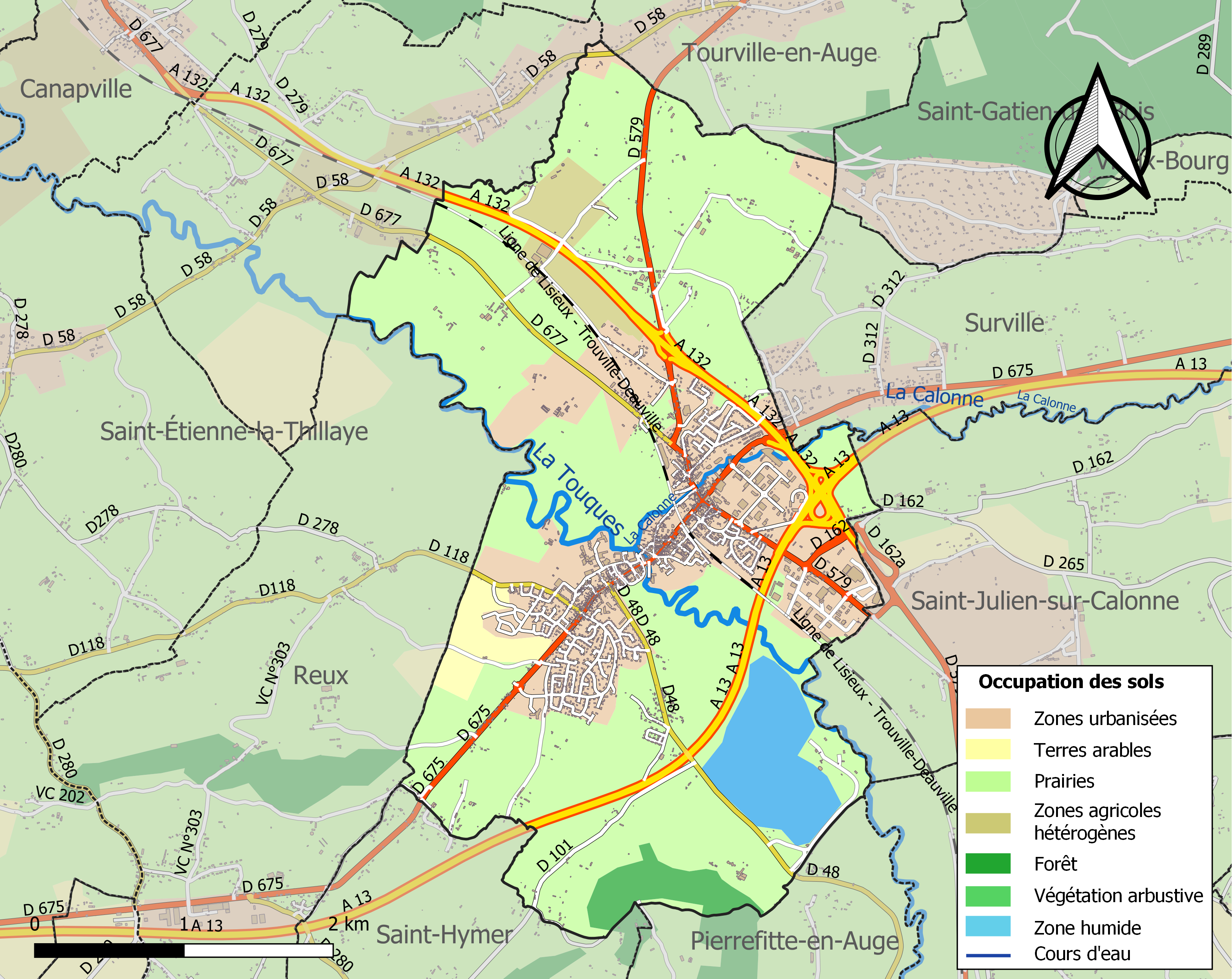
蓬莱韦克土地利用情况地图

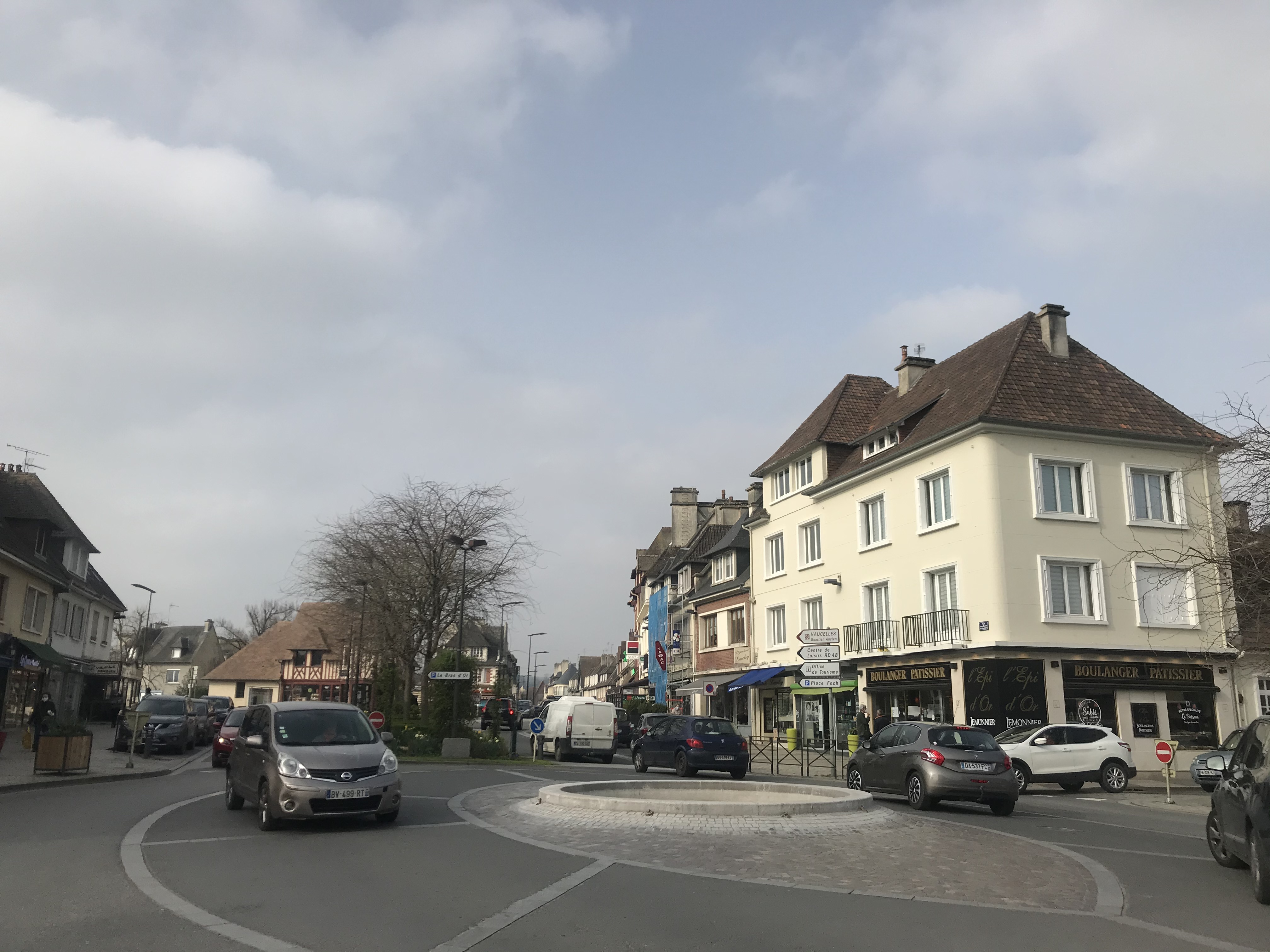
蓬莱韦克镇中心的一处环岛

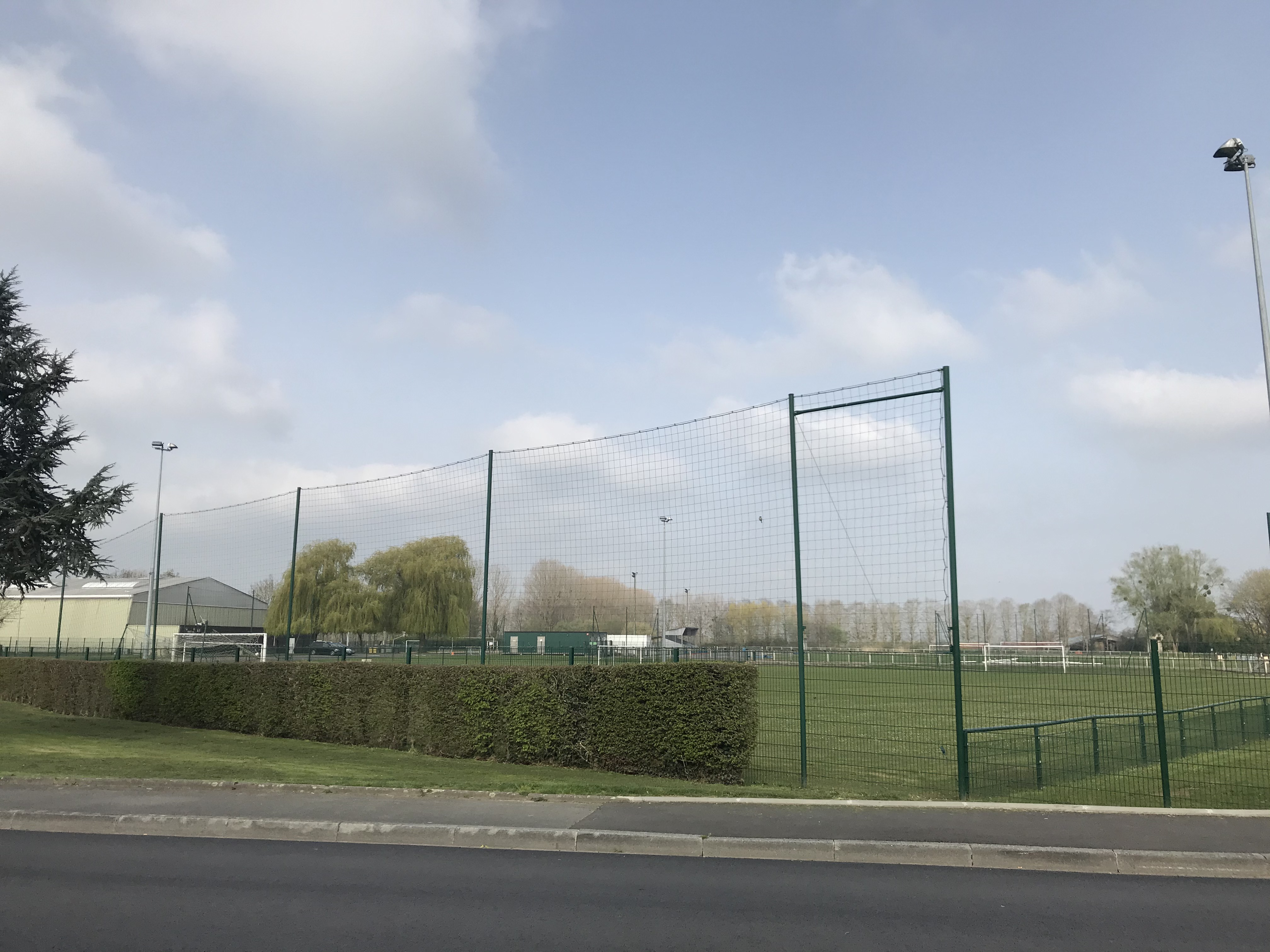
蓬莱韦克的一处球场

### 教育
蓬莱韦克属于诺曼底学区。截止2020年1月1日，蓬莱韦克境内共有2所小学和1所初级中学。2018至2019学年度，蓬莱韦克境内共有在校中等教育阶段学生518名。

### 医疗
截止2020年1月1日，蓬莱韦克境内共有全科医生7名、保健师8名、牙医5名、护士10名、助产士1名和儿科医生1名。境内共有药房2家、养老院4家、残疾人帮扶中心4家。
蓬莱韦克中心医院（Centre Hospitalier de Pont-l'Évêque）是法国的一个区域性医疗机构，其主病区位于蓬莱韦克市区，设有床位210个，是当地规模最大的公立医院。

### 住房
2018年，蓬莱韦克境内共有各类住房2,463套，其中60.2%为独立式居民区，38.3%为集中式居民区。常住房屋占蓬莱韦克市镇范围内居民建筑总量的87.6%。
在住房保障政策方面，2020年，蓬莱韦克境内共有571户家庭获得了住房经济补助，受益人数占总人口数量的12.3%，其中557份为房租补助。

### 商业
2019年，蓬莱韦克境内共有各类实体商铺206家，其中餐厅30家、大型超市6家、杂货店2家、面包房7家、肉铺6家、书店1家、装饰品店2家、银行门店5家、美容美发店13家、汽车维修店11家。市区东部建有开放式商业街区，有Intermarché、Action等购物超市。

### 体育
2020年，蓬莱韦克境内共有1间体育馆、1座综合体育场、2处网球场、2处马术场、3处足球或橄榄球场以及1处篮球或排球场。
截至2022年3月，蓬莱韦克体育俱乐部（US Pont l'Evêque，编号522837）是当地唯一的注册足球俱乐部，其主队2021至2022赛季参加诺曼底大区足球联赛丙组（法国第八级别）。

### 环境
蓬莱韦克的环境事务由其所属的欧日土地市镇公共社区负责。2019年，蓬莱韦克境内暂无污染企业。

### 治安
2019年，蓬莱韦克市镇范围内共有1处宪兵队。
蓬莱韦克所在地是多维尔国家宪兵队（zone gendarmerie de Deauville）的管辖范围。2020年，该宪兵队辖区内共85个市镇累计发生各类案件1,153起，其中盗窃类案件524起，经济类案件131起，毒品交易类案件188起。

## 文化
2020年，蓬莱韦克境内共有1家电影院。蓬莱韦克市政府提供市际图书馆（Bibliothèque intercommunale），每周一、二、三、五、六向公众开放。

### 建筑
蓬莱韦克境内有多处历史建筑，其中法国国家文物保护单位包括欧日子爵宫、审判法院等，蓬莱韦克圣米歇尔教堂是当地的地标性建筑物。

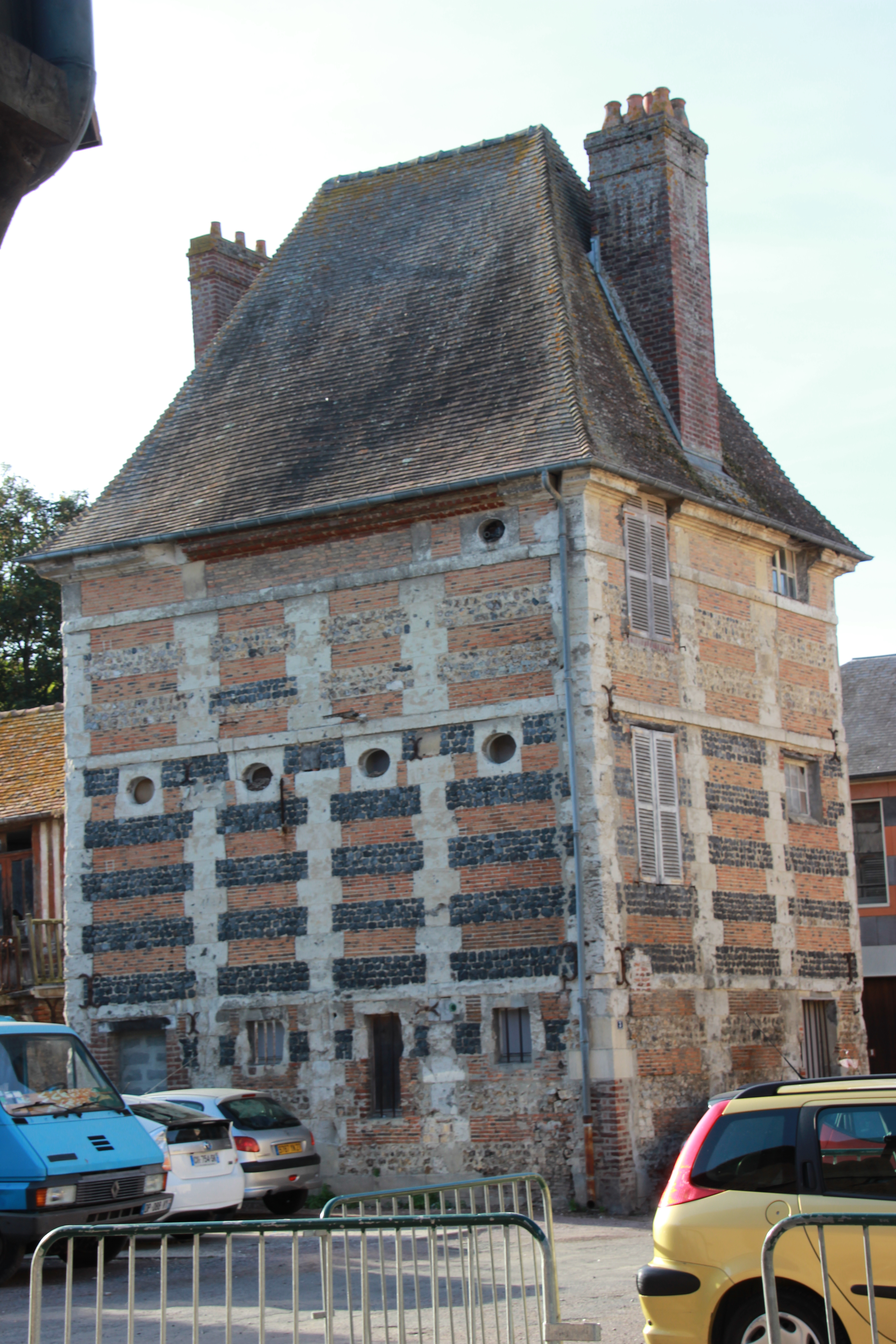
欧日子爵宫（法语：Siège de la vicomté d'Auge）
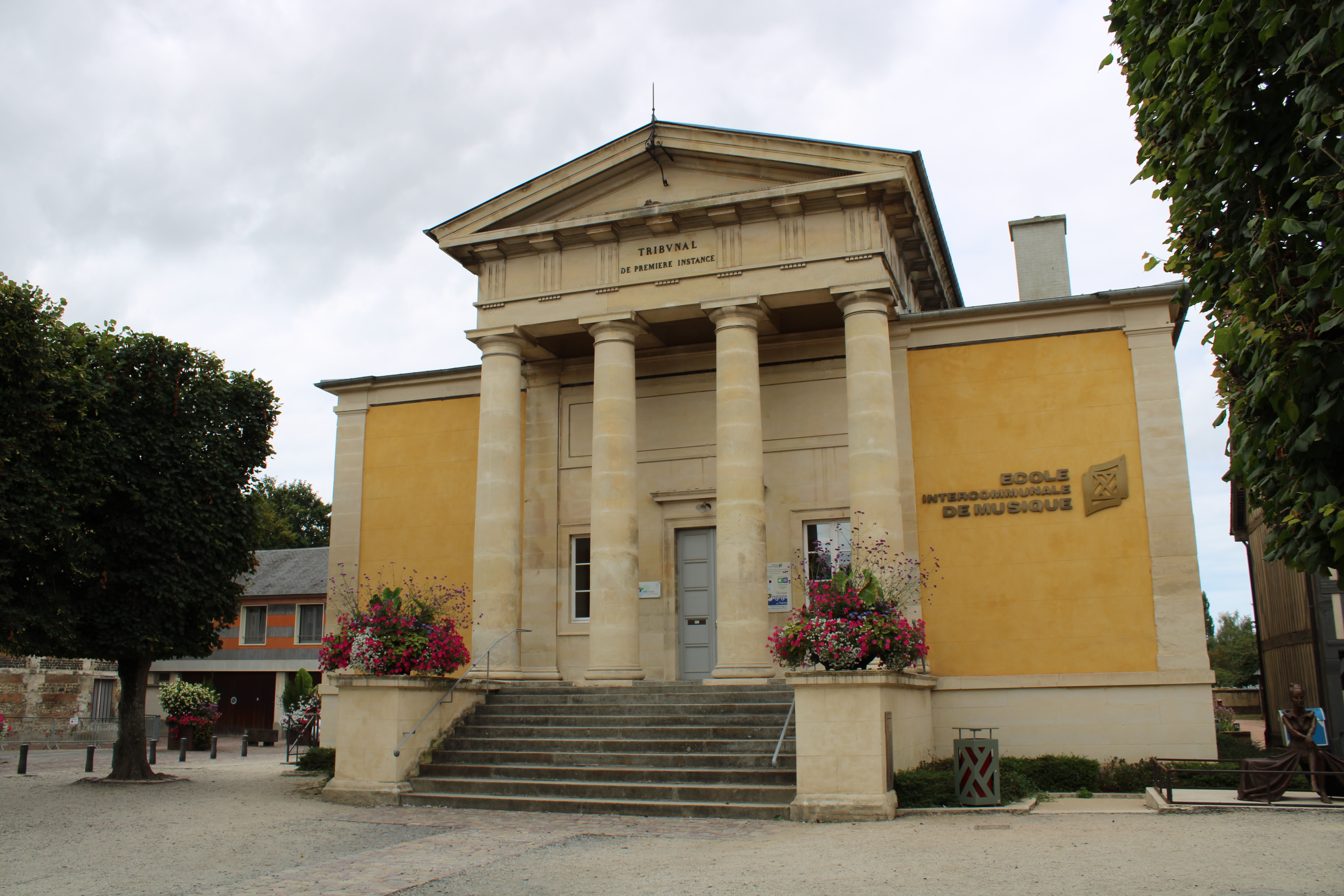
审判法院（法语：Tribunal de Pont-l'Évêque）
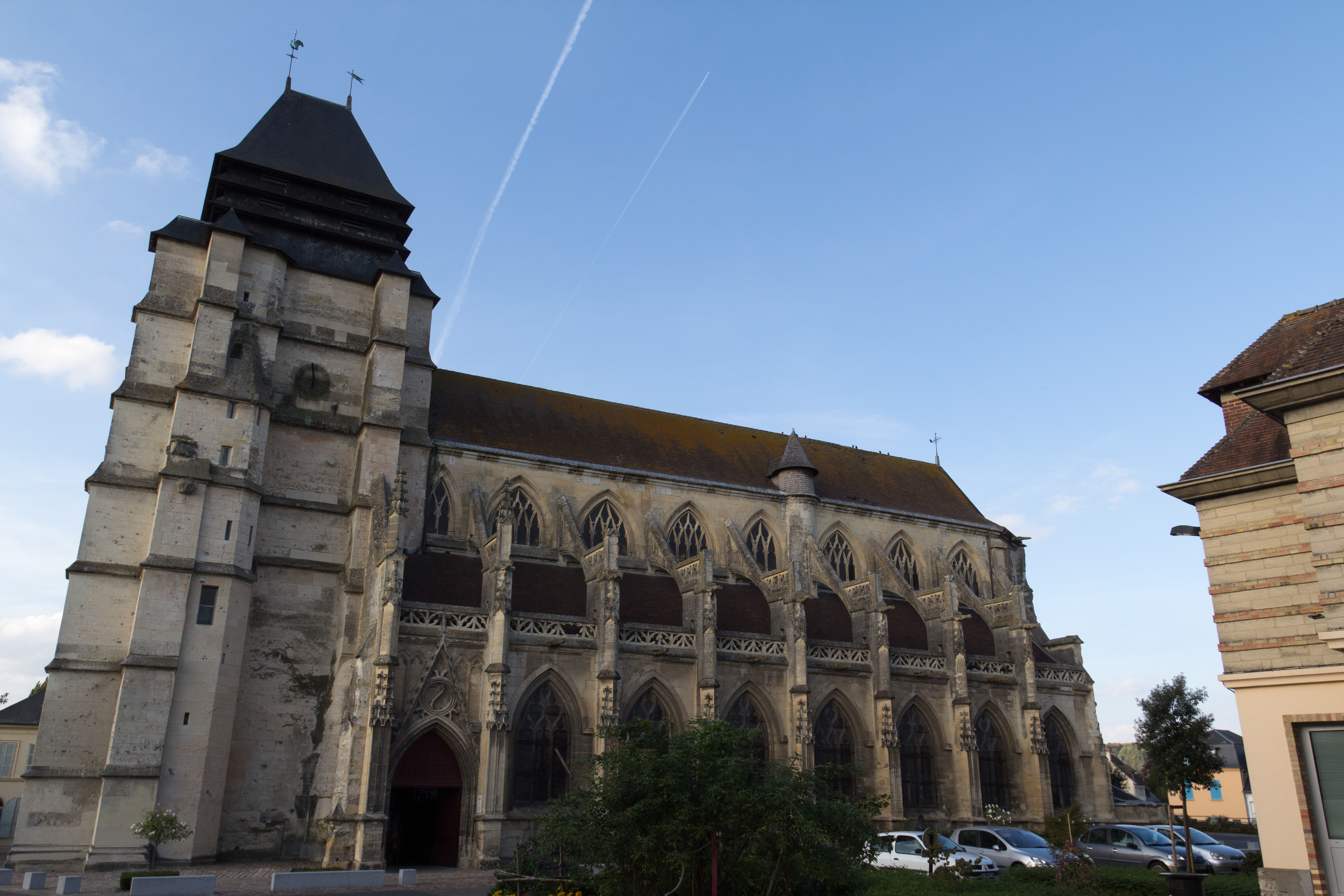
圣米歇尔教堂（法语：Église Saint-Michel de Pont-l'Évêque）
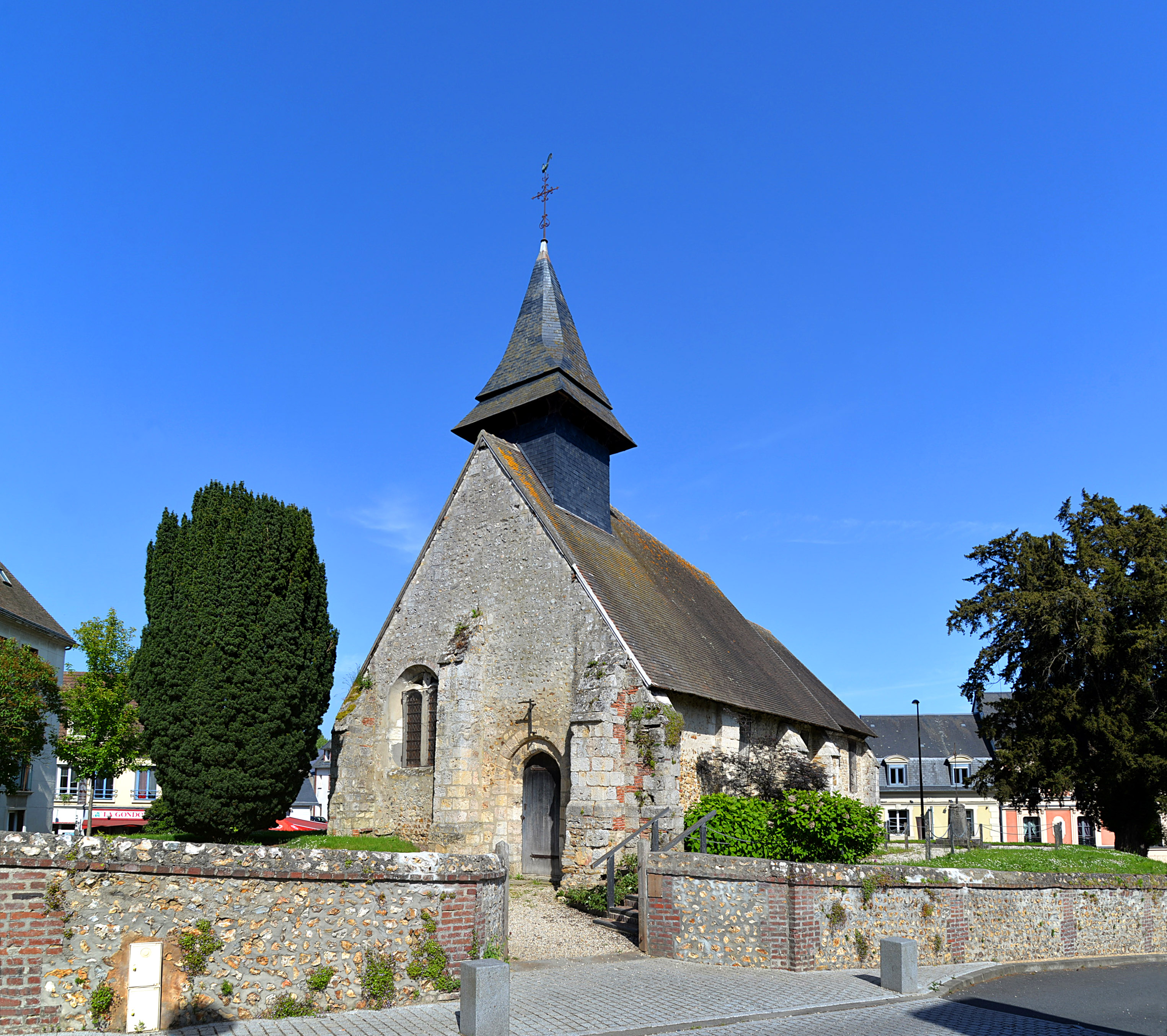
圣梅莱讷教堂
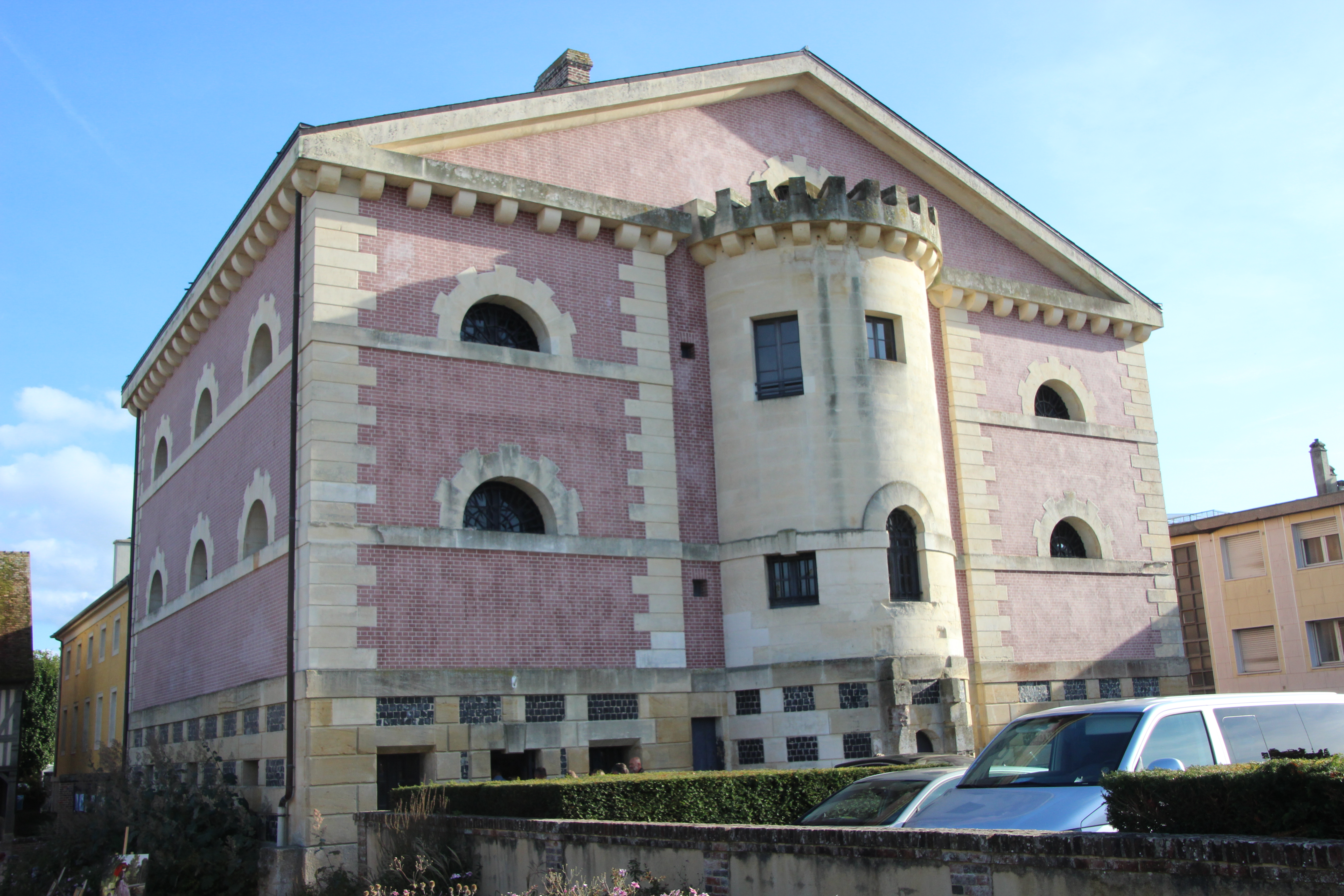
旧监狱
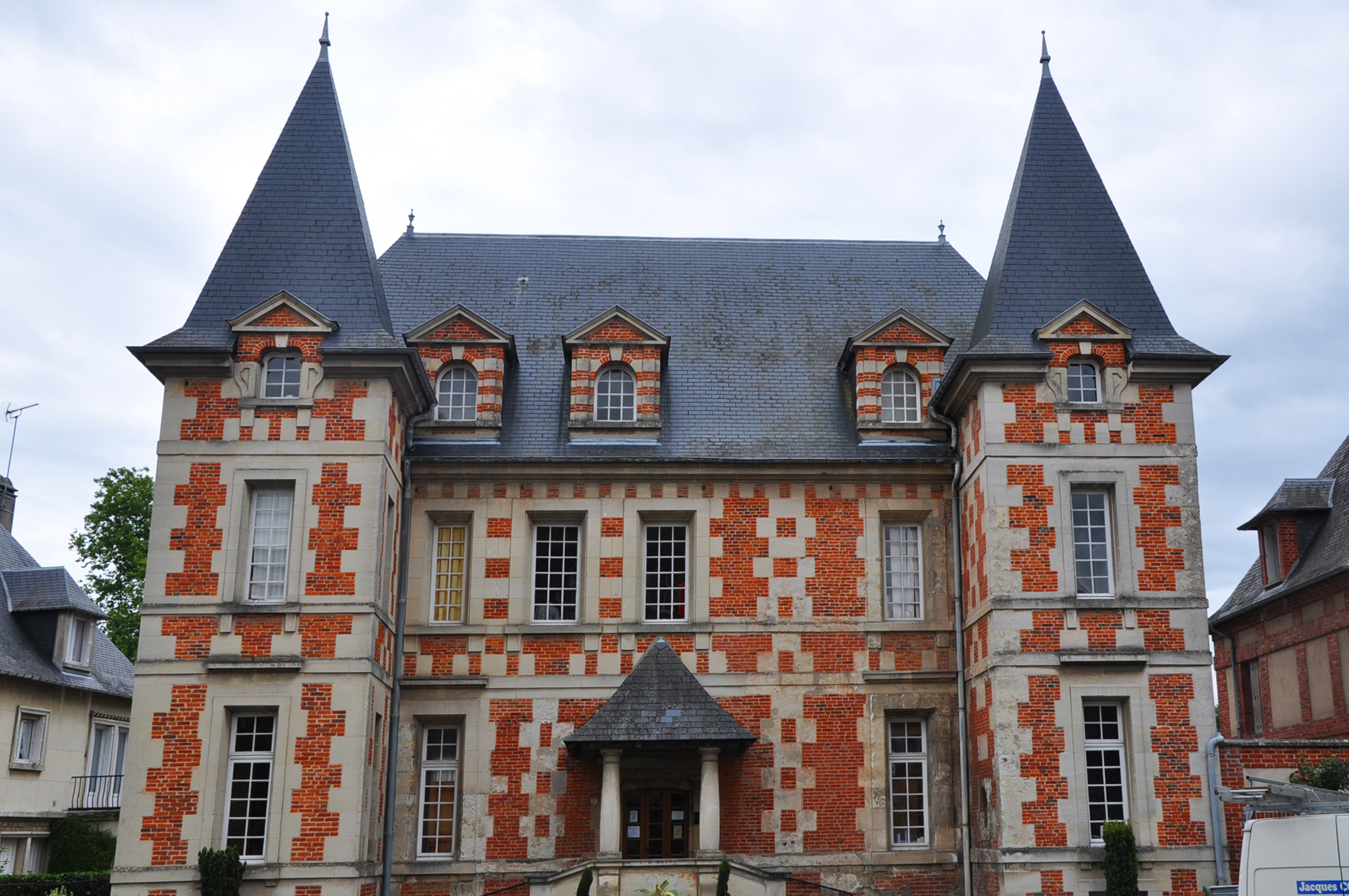
蒙庞西耶宫（法语：Hôtel Montpensier）
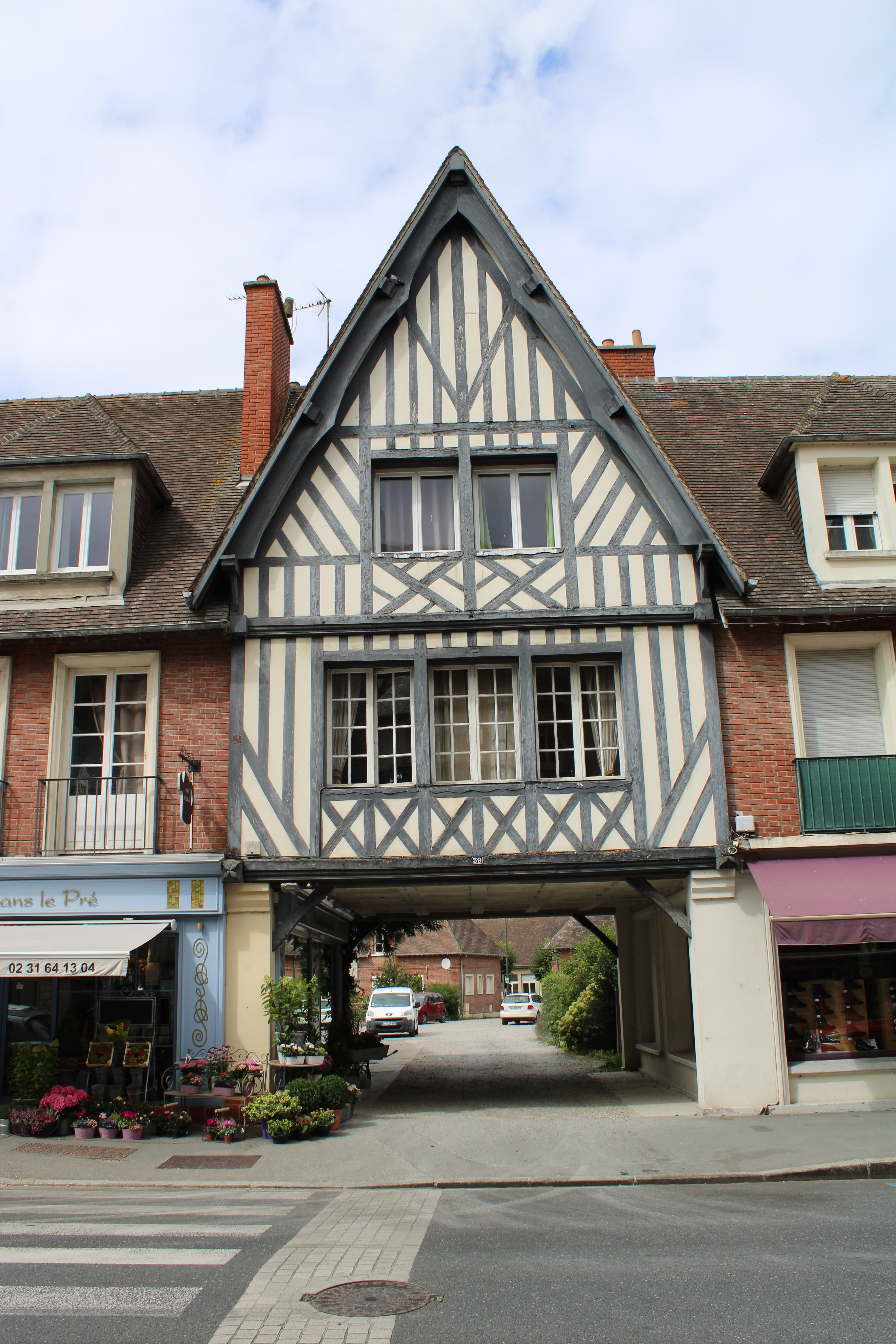
民居

### 旅游
蓬莱韦克的旅游事务由其所属的欧日土地市镇公共社区负责。2021年，蓬莱韦克境内共有4家酒店共计99间房间；另有2个露营地，可容纳共273辆露营车。

### 媒体
法国主要的媒体均可在蓬莱韦克接收，法国电视三台下属的诺曼底大区频道在部分时段播出蓬莱韦克所属区域的地方新闻。《法国西部报》、《欧日地区日报》、蓝色法兰西诺曼底卡昂广播等为当地主要的地方性媒体。

### 奶酪
蓬莱韦克因同名奶酪而闻名，后者自1972年起获得原产地命名控制标志。

## 相关人物
法国医学家莫里斯·比卡耶、作曲家让-艾蒂安·马里和篮球运动员安德烈·埃旺出生于蓬莱韦克。

## 友好城市
截至2022年3月，蓬莱韦克共与一座城市互为友好城市关系：
- 英格兰 奥特里圣玛丽